# 2012 год в Израиле
2012 год в Израиле — хронологический список событий 2012 года, которые оставили заметный след в истории Израиля и в жизни его граждан.

## Лидеры
- Премьер-министр — Биньямин Нетаньяху.
- Президент — Шимон Перес.
- Председатель кнессета — Реувен Ривлин.
- Начальник генерального штаба Армии обороны Израиля — Бени Ганц.
- Кабинет министров — 32-е правительство Израиля.
- Кнессет — Кнессет 18-го созыва.

## События

### Политика
- 31 января — праймериз в Ликуде[1].
- 27 марта — праймериз в Кадиме[2][3].

### Экономика
- 1 января — Галия Маор после 15 лет пребывания на посту директора банка «Леуми» вышла в отставку[4].

### Судебная система
- 6 января — избраны четыре новые судьи Верховного суда Израиля: Ноам Сольберг, Ури Шохам, Дафна Барак-Эрез и Цви Зильберталь[5].

## Скончались
- 1 января — Яркони, Яфа — певица, лауреат Государственной премии Израиля (1998).[6]
- 5 января — Илан Гур-Зеэв — философ.
- 19 января — Шрага Гафни — детский писатель[7].

## Палестино-израильский конфликт
Уже первого января 2012 года палестинские террористы из Сектора Газа обстреляли территорию Израиля. На протяжении января Израиль несколько раз подвергался ракетным атакам, однако никто из мирных жителей не пострадал, ракеты, как правило, падали в незаселённую местность.